# Santa Maria Liberatrice a Monte Testaccio (titre cardinalice)
La diaconie cardinalice de Santa Maria Liberatrice a Monte Testaccio est érigée par le pape Paul VI le 5 février 1965 et rattachée à l'église Santa Maria Liberatrice qui se trouve dans le quartier de Testaccio au sud de Rome. C'est un titre de cardinal-prêtre.

## Titulaires
| - Giuseppe Beltrami, titre pro illa vice (1967-1973) - Opilio Rossi (1976-1987) - Antonio María Javierre Ortas (1988-1999), titre pro hac vice (1999-2007) - Giovanni Lajolo (2007-2018), titre pro hac vice (2018- ) |